# Cesare Sarti
Cesare Sarti (...) è un rugbista a 15 italiano, pioniere con Livio Zava del Rugby a Treviso.

## Biografia
Proveniente da Mestre ha giocato a rugby in massima serie per Bologna e Padova.